# 近独立粒子统计力学
近独立粒子统计指的是統計力學中對粒子的特定描述，它的特点是不考虑粒子间的相互作用。近独立粒子三種主要模式是：
- 描述古典系統用：麦克斯韦-玻尔兹曼统计

{\displaystyle {\bar {n}}={\cfrac {1}{e^{\left(\epsilon -\mu \right)/kT}}}}

当，温度在50开尔文与375开尔文之间取离散值时，费米函数 和能量值之间的关系曲线。

- 描述含費米子的量子系統用：费米-狄拉克统计

{\displaystyle {\bar {n}}={\cfrac {1}{e^{\left(\epsilon -\mu \right)/kT}+1}}}
- 描述含玻色子的量子系統用：玻色-愛因斯坦統計

{\displaystyle {\bar {n}}={\cfrac {1}{e^{\left(\epsilon -\mu \right)/kT}-1}}}
這三種統計的不同之處在於：
- 在古典物理中，粒子被視為能被區分出來的不同個體。
- 在量子物理中，兩個費米子不能處於同一個物理態。
- 在量子物理中，要區分玻色子只能從不同的物理態入手，位處同一態的玻色子沒有分別。因此，在物理態一的光子甲及在物理態二的光子乙，跟態一的光子乙及在態二的光子甲沒有分別。但在古典物理中它們會是兩個不同的系統，而在量子物理只算作一個。故玻色子表現得像它們都喜歡在同一狀態似的。

數學上使用可交換算符描述玻色子，反交換算符描述費米子，所以造成了以上的差別。

## 參閱
- 全同粒子
- 盒中氣體
- 費米氣體
- 玻色氣體